# Часові рамки Середньовіччя
В історіографії за часові рамки Середньовіччя дається безліч різноманітних дат. Вибір граничних дат може відрізнятися залежно від різних частин Європи, країн або різних сфер культури ( літератури, мистецтва, релігії).
У таблицях наведено найважливіші пропозиції щодо часових рамок Середньовіччя.

## Початок Середньовіччя, кінець античності
| Рік | Подія                                                | Аргумент | Контраргумент |
| --- | ---------------------------------------------------- | --- | --- |
| 313 | Міланський едикт                                     | Релігійна терпимість до християнства, яке незабаром стало домінуючою релігією. Релігійні зміни, ініційовані Міланським едиктом, поклали початок Середньовіччю. | Прийнято вважати, що ця подія відноситься до античної епохи. Політеїзм продовжував існувати ще довго після цієї події. |
| 337 | Смерть Констянтина І                                 | Він був останнім видатним римським імператором. Під час його правління (в 313 році) християнство було легалізовано, і Константинополь став новою столицею, замість Риму. | Римська імперія була об'єднана ще кілька разів. Християнство стало панівною релігією лише в 381 році (за часів правління Феодосія I). Рим перестав бути столицею імперії тільки в 402 р (на користь Равенни). |
| 378 | Битва під Адріанополем                               | Поразка імператора Валента в зіткненні з вестготами; прямим результатом цього стала згода на поселення германських племен в межах Римської імперії. | Германці селилися в римських провінціях як федерати і принаймні формально залежали від імперії. |
| 395 | Смерть Феодосія І                                    | Він був останнім правителем, який правив єдиною імперією. Після його смерті Римська імперія назавжди розпалася на західну і східну частини. | Поділ Імперії відбувався і раніше, так само, як східна і західна частини Імперії культурно віддалялися одна від одної. У культурному відношенні Візантія все ще сягала корінням в античність; історики переносять дату початку Середньовіччя в Східнну імперію та часи правління Юстиніана, або навіть в період іконоборства. |
| 476 | Cкинення Одоакром Ромула Августула з престолу        | Це символічний кінець існування Західної Римської імперії, адже Західна Європа розділена на численні варварські королівства (переважно германські), які не визнають римської влади.                                                                                           | Імператор Західної Римської імперії довгий час перебував під владою гермаських вождів. Його зречення не означало ліквідації римських інститутів в Італії. Візантійська імперія проіснувала ще 1000 років. |
| 486 | Битва при Суассоні                                   | Франки знищили державу Сіагрія, таким чином ліквідувавши останні залишки західноримської державності. Цю подію можна вважати символом політичної незалежності від Риму. | До коронації Карла Великого імператором у 800 році Франкська держава продовжувала принаймні формально визнавати владу Константинополя, а також продовжувала римські інститути в своїй внутрішньополітичній системі. |
| 529 | Закриття Платонівської академії                      | Це був останній важливий інститут язичницького світу. Він символізував єдність філософії протягом 1000 років. | В останній період свого існування Академія не мала особливого значення. |
| 529 | Бенедикт Нурсійський засновує монастир Монте-Кассіно | Монастир Монте-Кассіно є символом змін, що відбуваються в інтелектуальній культурі Європи. Стародавні наукові центри занепали, а місце культурних центрів зайняли монастирі. Символічний характер цієї події ще більше підкреслюється закриттям того ж року Академії Платона. | Ця подія мала переломне значення лише для Західної Європи, на Сході ще існувала світська освіта. Крім того, християнські монастирі були засновані раніше. |
| 565 | Смерть Юстиніана І                                   | Під час свого правління він завоював, серед іншого: Італію, Іспанію та Північну Африку. Він відновив колишню могутність Римської імперії. | Огляд часу показує, що його завоювання в басейні західного Середземномор'я не мали тривалих культурних наслідків і були лише тимчасовим військовим успіхом. |
| 622 | Заснування Ісламу                                    | Поява нової релігії похитнула могутність Візантії, почала загрожувати християнським державам Європи і остаточно змінила розстановку сил на Близькому Сході. | Хоча поява ісламу була явно релігійним проривом, вона не змінила давніх соціальних структур Середньовіччя. Іслам, наприклад, не мав жодного впливу в Північній Європі. |

## Кінець Середньовіччя
| Рік  | Подія                                                   | Аргумент | Контраргумент |
| ---- | ------------------------------------------------------- | --- | --- |
| 1453 | Закінчення Столітньої війни                             | Кінець англійської присутності на континенті, що тривала кілька століть, політичне об’єднання Франції.                                                           | Наслідки цієї події не мали загальноєвропейського масштабу. |
| 1453 | Падіння Константинополя                                 | Падіння Східної Римської імперії, яка була символом безперервності християнського світу протягом 1000 років. Іслам стає прямою загрозою для Європи.              | На 1453 рік Візантія була маленькою і слабкою державою, а турки-османи мали свої володіння в Європі близько сторіччя. Крім того, переоцінювалося значення занепаду Візантії для розвитку Європи (переселення вчених тощо). |
| 1455 | Видання Біблії Гутенберга                               | Винахід швидких і дешевих методів друку пожвавив циркуляцію думки в Європі, сприяючи Реформації, популяризації течій Відродження та Науково-технічній революції. | Друк був лише одним із елементів стимулювання суспільних змін; важливішою була відкритість еліт і широких верств суспільства до нових ідей. Однак цього не було, наприклад, в ісламі.                                      |
| 1492 | Відкриття Америки Христофором Колумбом                  | Європейці розширили свої географічні знання, а європейська культура виходить за межі власного континенту.                                                        | Вплив відкриття Америки став помітним лише приблизно через 30 років, коли до Європи почали імпортувати нові сільськогосподарські культури, природні стимулятори та золото з Мексики та Перу.                               |
| 1494 | Початок Італійських війн                                | Це були перші війни за гегемонію в сучасній Європі. Вони велися зовсім інакше, ніж середньовічні війни.                                                          | І розмах цих воєн, і їхні прямі наслідки обмежувалися лише Західною Європою. |
| 1517 | 95 тез Мартіна Лютера                                   | Кінець католицької релігійної єдності Західної та Центральної Європи, яка була характерна для Середньовіччя.                                                     | Авторитет Папи Римського довгий час був слабким, і Реформація проходила в країнах, де вплив нових течій Відродження був незначним.                                                                                         |
| 1526 | Битва при Могачі                                        | Ліквідація монархії Ягеллонів у Чехії та Угорщині. Початок багатовікового турецького панування в Угорщині.                                                       | Ця подія мала значення для регіональної історії. |
| 1543 | Видання Про обертання небесних сфер Миколаєм Коперником | Цей твір кинув виклик середньовічному світогляду, заснованому на Біблії, змінив уявлення про місце людини у світі та поклав початок науково-технічній революції. | Твір був тісно пов'язаний з середньовічною думкою (наприклад, тривалий час не входив до списку заборонених книг). Про науково-технічну революцію згадується лише в працях Галілео Галілея.                                 |